# آیلو د مالفریت
آیلو د مالفریت (به اسپانیایی: Aielo de Malferit) یک شهرستان در اسپانیا است که در Vall d'Albaida واقع شده‌است.

## خصوصیات
آیلو د مالفریت ۲۷ کیلومترمربع مساحت و ۴٬۶۳۷ نفر جمعیت دارد و ۲۸۲ متر بالاتر از سطح دریا واقع شده‌است.